# Браћевци
Браћевци (буг. Брачевци, стари назив Брайкьовци) су насеље у Србији у општини Димитровград у Пиротском округу. Према попису из 2022. било је 2 становника.
Браћевци је село збијеног типа, налази се на 24 км северно од Димитровграда и на десетак километара до српско-бугарске границе, дубоко испод венца Видлича уз саму реку Височицу.

## Историјат
По легенди, село су основала два брата Пеја и Братоја из суседног села Бољевдол. По другој верзији, из тог села су дошла три брата, Пеја, Братоја и Марко а по трећој. два брата су дошла однекуд: Дошла два брата однегде, чул сам од деду, па на по тија два брата смо добили име Брајћовци, братско село. Тада је сеоски атар био под шумом коју су почели да крче и секу. Село се није померало са данашњег селишта док се померало само гробље. По неким казивањима, гробље је било некада у месту Антанас а касније на Брегу изнад села а сада је поред реке.
Махале у селу: Горња мала, Гусинци, Гођини и Чешма.

## Демографија
У насељу Браћевци живи 5 пунолетних становника, а просечна старост становништва износи 62,9 година (63,8 код мушкараца и 61,5 код жена). У насељу је 2002. године било 6 домаћинстава, а просечан број чланова по домаћинству био је 1,83.
Становништво у овом насељу веома је нехомогено, а у последњих пет пописа примећен је пад у броју становника.
|  |

| Демографија | Демографија | Демографија |
| Година      | Становника  | Становника  |
| ----------- | ----------- | ----------- |
| 1921.       | 385         |             |
| 1948.       | 201         |             |
| 1953.       | 190         |             |
| 1961.       | 139         |             |
| 1971.       | 80          |             |
| 1981.       | 52          |             |
| 1991.       | 28          | 28          |
| 2002.       | 12          | 11          |
| 2011.       | 5           |             |
| 2022.       | 2           |             |

| Етнички састав према попису из 2002.‍ | Етнички састав према попису из 2002.‍ | Етнички састав према попису из 2002.‍ | Етнички састав према попису из 2002.‍ | Етнички састав према попису из 2002.‍ |
| ------------------------------------ | ------------------------------------ | ------------------------------------ | ------------------------------------ | ------------------------------------ |
|                                      |                                      |                                      |                                      |                                      |
| Бугари                               | Бугари                               |                                      | 6                                    | 50,0%                                |
| Срби                                 | Срби                                 |                                      | 5                                    | 41,66%                               |
| Македонци                            | Македонци                            |                                      | 1                                    | 8,33%                                |

| Година пописа     | 1948. | 1953. | 1961. | 1971. | 1981. | 1991. | 2002. |
| ----------------- | ----- | ----- | ----- | ----- | ----- | ----- | ----- |
| Број домаћинстава | 39    | 39    | 37    | 30    | 25    | 16    | 6     |

| Број чланова      | 1 | 2 | 3 | 4 | 5 | 6 | 7 | 8 | 9 | 10 и више | Просек |
| ----------------- | - | - | - | - | - | - | - | - | - | --------- | ------ |
| Број домаћинстава | 1 | 5 | 0 | 0 | 0 | 0 | 0 | 0 | 0 | 0         | 1,83   |

| Пол    | Укупно | Неожењен/Неудата | Ожењен/Удата | Удовац/Удовица | Разведен/Разведена | Непознато |
| ------ | ------ | ---------------- | ------------ | -------------- | ------------------ | --------- |
| Мушки  | 6      | 1                | 5            | 0              | 0                  | 0         |
| Женски | 6      | 0                | 5            | 1              | 0                  | 0         |
| УКУПНО | 12     | 1                | 10           | 1              | 0                  | 0         |

| Пол    | Укупно                    | Пољопривреда, лов и шумарство | Рибарство                            | Вађење руде и камена | Прерађивачка индустрија       |
| ------ | ------------------------- | ----------------------------- | ------------------------------------ | -------------------- | ----------------------------- |
| Мушки  | 2                         | 2                             | 0                                    | 0                    | 0                             |
| Женски | 1                         | 1                             | 0                                    | 0                    | 0                             |
| УКУПНО | 3                         | 3                             | 0                                    | 0                    | 0                             |
| Пол    | Производња и снабдевање   | Грађевинарство                | Трговина                             | Хотели и ресторани   | Саобраћај, складиштење и везе |
| Мушки  | 0                         | 0                             | 0                                    | 0                    | 0                             |
| Женски | 0                         | 0                             | 0                                    | 0                    | 0                             |
| УКУПНО | 0                         | 0                             | 0                                    | 0                    | 0                             |
| Пол    | Финансијско посредовање   | Некретнине                    | Државна управа и одбрана             | Образовање           | Здравствени и социјални рад   |
| Мушки  | 0                         | 0                             | 0                                    | 0                    | 0                             |
| Женски | 0                         | 0                             | 0                                    | 0                    | 0                             |
| УКУПНО | 0                         | 0                             | 0                                    | 0                    | 0                             |
| Пол    | Остале услужне активности | Приватна домаћинства          | Екстериторијалне организације и тела | Непознато            | Непознато                     |
| Мушки  | 0                         | 0                             | 0                                    | 0                    | 0                             |
| Женски | 0                         | 0                             | 0                                    | 0                    | 0                             |
| УКУПНО | 0                         | 0                             | 0                                    | 0                    | 0                             |